# 竹内大樹 (アナウンサー)
竹内 大樹（たけうち だいき、1989年〈平成元年〉7月24日 - ）は、RSK山陽放送（RSK）のアナウンサー。

## 略歴
- 2013年、RSK山陽放送入社。
- 星座はしし座。
- 身長172cm。
- 無類の釣り好きである。
- 一番好きな食べ物はカニ。
- 2014年の西大寺会陽（裸祭り）に参加[1]。

## 現在の担当番組
テレビ
- RSKニュース（随時）
- ちゃんねるロック (2021年4月 - )

ラジオ
- RSKラジオニュース（随時）
- あもーれ!マッタリーノ (2021年4月 - )

## 過去の担当番組
テレビ
- 情報ワイド あれスタ（水曜日　2020年4月 - 2021年3月17日)
- VOICE愛 (2019年10月 - 2021年3月31日)
- RSKイブニングニュース (月曜日 - 木曜日　2017年4月3日 - 2019年9月26日)